# Conjunto monumental de Santo Domingo (Lorca)
El Conjunto Monumental de Santo Domingo se encuentra en la localidad de Lorca (Región de Murcia, España). Está formado por la Capilla del Rosario, y el museo de bordados del Paso Blanco (MUBBLA) 
El conjunto conventual de Santo Domingo fue erigido por los dominicos, a partir de su fundación en la ciudad en 1551.
En la actualidad, Santo Domingo es sede del Muy Ilustre Cabildo de Nuestra Señora la Virgen de la Amargura en la Real Orden-Archicofradía de Nuestra Señora del Rosario (Paso Blanco), una de las principales Cofradías de la Semana Santa de Lorca declarada Fiesta de Interés Turístico Internacional.
Como sede del Paso Blanco, en el interior de la Capilla Del Rosario se encuentra el Museo de Bordados del Paso Blanco MUBBLA

## Historia
El Convento de Santo Domingo fue fundado en 1551 sobre la antigua ermita de Nuestra Señora de la Piedad. Desde ese momento comienza la construcción de la iglesia actual, cuya portada barroca será labrada en 1608 por Andrés de Goenaga. El mismo Goenaga había labrado en Lorca en esos momentos la portada de la Iglesia de San Francisco y la portada del lado de la Epístola de la Colegiata de San Patricio.
El claustro, obra de Pedro Milanés, se construyó en 1646. A finales del siglo XVII el templo sufrirá grandes reformas entre las que destaca la falsa bóveda de cañón de yesería con la que se cubre la nave principal.
Será ya en el siglo XVIII cuando se complete la fachada actual y los retablos de las capillas laterales, muchos de ellos perdidos en la Guerra Civil.

### La Capilla del Rosario

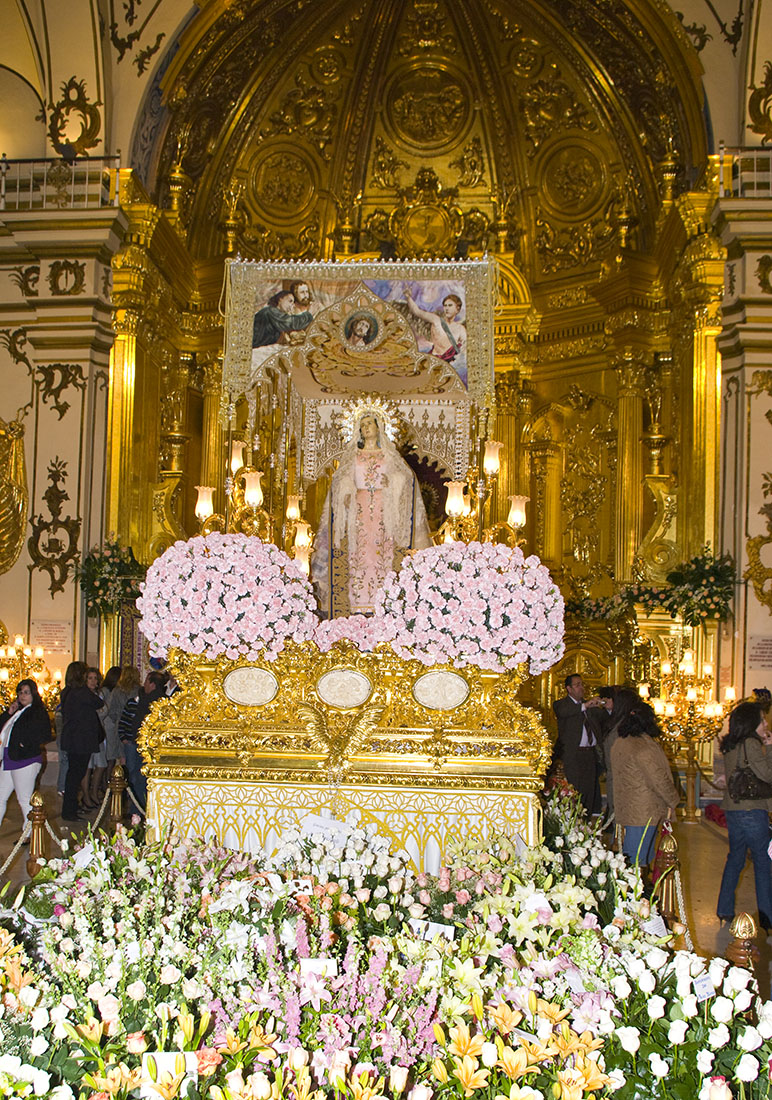
Interior de la Capilla del Rosario en Viernes Santo.

La capilla del Rosario se erigió junto a la Iglesia de Santo Domingo como sede para la cofradía del Rosario, fundada en el siglo XVI. En el interior de la Capilla se conmemoraba todos los años la victoria en la batalla de Lepanto. 
Bajo el coro de la capilla, se encuentra una pintura mural en la que se representa la Batalla de Lepanto, siendo este suceso bélico una representación habitual en capillas bajo esta misma advocación, debido a que la Armada cristiana se encomendó a la Virgen del Rosario para ganar dicha batalla en 1571. La victoria naval cristiana supuso que a partir de esta fecha empezasen a proliferar las capillas bajo esta devoción mariana por toda España. 
La obra de la capilla actual comenzó en 1707 siguiendo planos de Toribio Martínez de la Vega, maestro mayor de las obras de la Diócesis de Cartagena. Las obras se vieron sometidas a continuos retrasos debido a la escasez de medios económicos de la Cofradía. Así, la obra de la portada sería contratada en 1740 al cantero Pedro Bravo Morata. Baltasar Martínez Fernández de Espinosa, hacia 1743, pinta la cúpula con temas alusivos a la Virgen del Rosario y la Orden de Santo Domingo; en 1747 se concluye el retablo mayor por José Ganga Ripoll; y en 1766 hace las tallas del camarín Ignacio Castell.

## Arquitectura

### Iglesia de Santo Domingo
Arquitectónicamente, la Iglesia de Santo Domingo consiste en una única nave central escoltada por capillas hornacinas que se abren entre los contrafuertes, y cabecera plana. Su interior está adaptado a su función actual como Museo de bordados del Paso Blanco MUBBLA.

### Capilla del Rosario
Adosada a la Iglesia de Santo Domingo se encuentra la Capilla del Rosario. Se trata de un templo de cruz latina compuesto por una única nave, capillas-hornacinas entre los contrafuertes y cúpula en el crucero. La nave central se encuentra cubierta mediante bóveda de cañón.
En la portada de la capilla del Rosario el vano de acceso al interior está flanqueado por columnas, una a cada lado, de capitel corintio. Sobre al arco de la puerta dos ángeles portan un escudo y encima un frontón de perfil mixtilíneo (de líneas curvas y rectas). Coronando el conjunto se dispone una hornacina decorada con venera y ricamente adornada con motivos en relieve que alberga una imagen en piedra de la Virgen con el Niño. La portada sufrió un recorte en el año 1936 para ensanchar el paso, que arranca desde el arco, perdiendo gran parte de la piedra de ambos lados.

#### Retablo Mayor
El retablo actual fue esculpido entre 1992 y 1995 por el escultor lorquino Antonio Morales Gilberte basándose en fotografías del retablo original tallado en 1749 por José de Ganga y Ripoll. Dicho retablo había sido destruido durante la Guerra Civil. 
La obra se divide en cinco calles, delimitadas por cuatro columnas de fuste acanalado y capitel compuesto, y dos sobresalientes ménsulas, que proyectan también en el cascarón la misma distribución del espacio. La aplicación de motivos decorativos del más depurado estilo rococó, por su parte, contribuye también a contrarrestar el clasicismo de las columnas con una nueva sensibilidad estética.

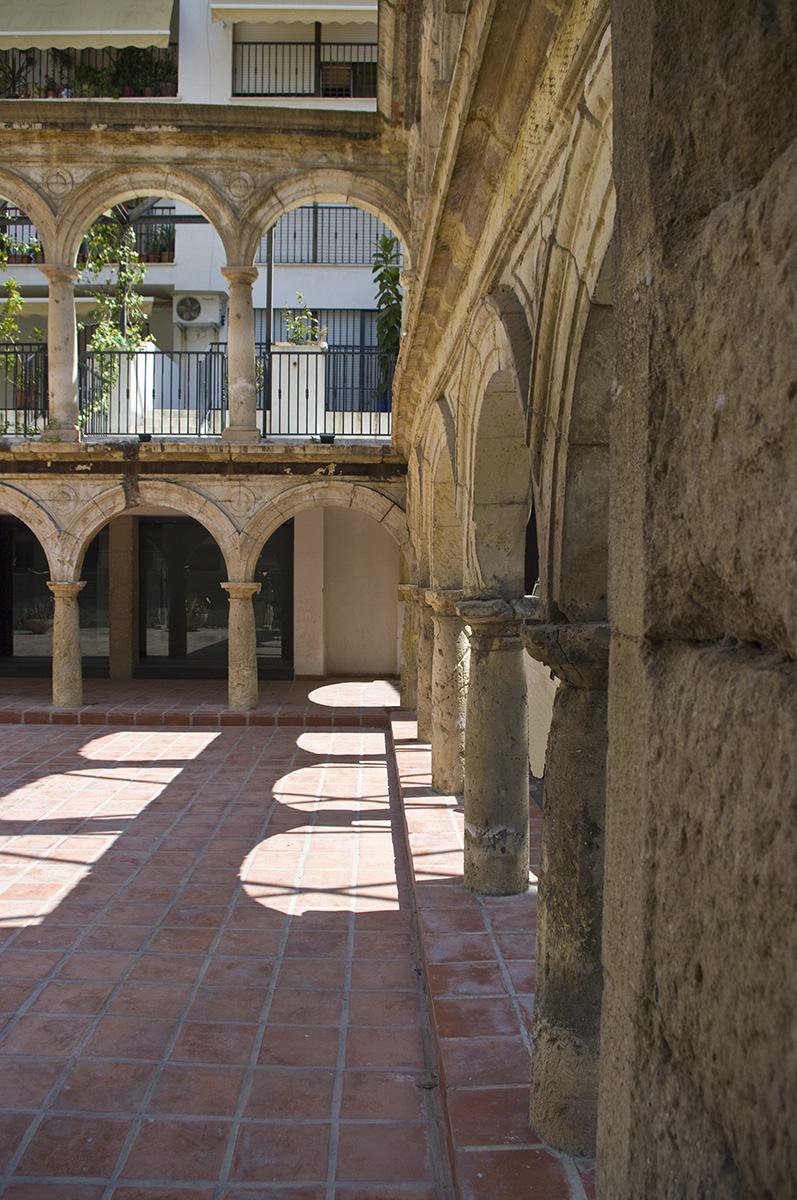
Antiguo Claustro del Convento

El basamento, formado por un banco de la misma altura que la mesa del altar y por pedestales decorados, es acusadamente alto y en él se practicaron sendas puertas de acceso a la Sacristía y Camarín respectivamente. Las puertas tienen una superficie dividida en compartimentos muy decorados y su marco superior se alza incurvándose hacia fuera.
La parte central del retablo muestra la hornacina destinada a exhibir la imagen de Nuestra Señora del Rosario y que, ocasionalmente, se tapaba con un bocaporte donde se representaba una apoteosis de la misma advocación mariana en un lienzo atribuido a Baltasar Martínez Fernández de Espinosa. Las calles laterales, delimitadas por columnas, cobran una especial importancia como sustentantes de los motivos iconográficos concretamente vinculados a la devoción del Rosario, como son las escenas de los Misterios enmarcadas por una moldura mixtilínea.
Como nota curiosa, el artista decidió incluir entre los elementos vegetales que adornan el retablo una vara de chumbera, una rama de trigo y otra de junco, como homenaje al campo de Lorca

### Claustro
Del claustro del convento quedan en pie tres de sus cuatro lados. Fue construido según diseño de Pedro Milanés en 1646. Más tarde se añadió un segundo cuerpo de arcadas realizado por Antonio de la Rosa en 1650.

## Semana Santa
Durante la Semana Santa el Conjunto Monumental de Santo Domingo se convierte en un punto vital de la misma. Como sede del Paso Blanco, una de las principales cofradías de la ciudad, en su interior custodia además del Museo de Bordados del Paso Blanco, las principales imágenes religiosas que procesionan en el Paso Blanco. Entre esas imágenes destaca la figura de la Virgen de la Amargura, titular de la Cofradía.

## MUBBLA

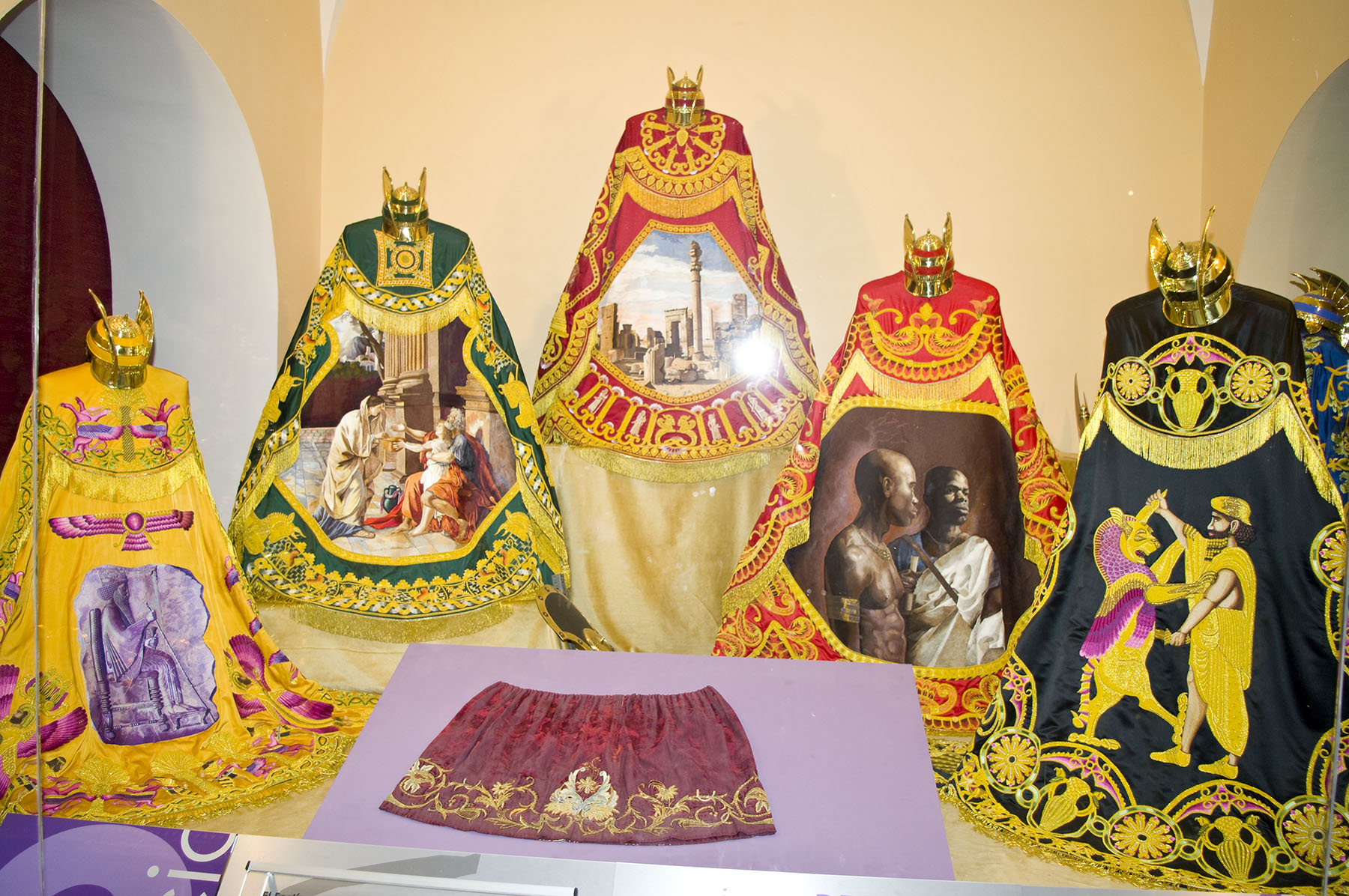
Sedas, oro, y mucha paciencia: Exposición del MUBBLA

MUBBLA es el nombre que recibe el Museo de Bordados Paso Blanco y se encuentra ubicado en el Conjunto Monumental de Santo Domingo. Su Sala Noble coincide con el interior de la antigua Iglesia de Santo Domingo. 
El MUBBLA recoge una muestra de valor incalculable de los mejores bordados en seda y oro que comenzó en el siglo XVI y llega nuestros días de mano de la Semana Santa de Lorca, única en el mundo por sus bordados en seda y oro, lo que unido a la espectacularidad de sus desfiles Bíblico-Pasionales le valió la denominación como Fiesta de Interés Turístico Internacional.
Algunos de estos bordados están declarados Bien de Interés Cultural (B.I.C.).